# Królowe Aragonii
Chronologiczna lista królowych Aragonii do momentu zjednoczenia królestw Aragonii i Kastylii-Leónu pod berłem Habsburgów. 
| #  | Wizerunek | Imię                            | Urodzona                                      | Zmarła                             | Czas rządów   | Rodzice                                                   | Mąż                      |
| -- | --------- | ------------------------------- | --------------------------------------------- | ---------------------------------- | ------------- | --------------------------------------------------------- | ------------------------ |
| 1  |           | Ermesinda z Bigorre             |                                               | 1049                               | 1036-1049     | Bernardo Roger                                            | Ramiro I                 |
| 2  |           | Agnieszka z Poitou              |                                               |                                    | ok. 1054-1063 | Wilhelm VII Śmiały Ermesinda                              | Ramiro I                 |
| 3  |           | Izabela z Urgel                 |                                               | 1071                               | ok. 1065-1071 | Armengol III                                              | Sancho Ramírez           |
| 4  |           | Felicja de Roucy                | ok. 1060 Barbastro                            | 3 maja 1123 Barcelona              | 1076-1094     | Hilduin III                                               | Sancho Ramírez           |
| 5  |           | Agnieszka Akwitańska            | koniec 1072                                   | 6 czerwca 1097                     | 1094-1097     | Wilhelm VIII Akwitański Hildegarda Burgundzka             | Piotr I                  |
| 6  |           | Berta Włoska                    | ok. 1075                                      | przed 1111                         | 1097-1104     | Piotr I Sabaudzki? Agnieszka z Poitou?                    | Piotr I                  |
| 7  |           | Urraka Kastylijska              | ok. 1081                                      | 8 marca 1126                       | 1109-1114     | Alfons VI Konstancja Burgundzka                           | Alfons I Waleczny        |
| 8  |           | Agnieszka Akwitańska            | ok. 1105                                      | ok. 1159                           | 1135-1137     | Wilhelm IX Trubadur Filipa z Tuluzy                       | Ramiro II Mnich          |
| 9  |           | Sancha Kastylijska              | 1155                                          | 1208                               | 1174-1196     | Alfons VII Imperator Ryksa śląska                         | Alfons II Aragoński      |
| 10 |           | Maria de Montpellier            | 1182                                          | 21 kwietnia 1213 Rzym              | 1204-1213     | Wilhelm VIII z Montpellier Eudokia Komnena                | Piotr II Katolicki       |
| 11 |           | Eleonora Kastylijska            | 1200                                          | 1244                               | 1221-1229     | Alfons VIII Szlachetny Eleonora Angielska                 | Jakub I Zdobywca         |
| 12 |           | Jolanta Węgierska               | 1219                                          | 9 października 1251 Huesca         | 1235-1251     | Andrzej II węgierski Jolanta de Courtenay                 | Jakub I Zdobywca         |
| 13 |           | Konstancja Hohenstauf           | 1249                                          | 9 kwietnia 1302 Barcelona          | 1276-1285     | Manfred Beatrycze Sabaudzka                               | Piotr III Wielki         |
| 14 |           | Izabela Kastylijska             | 1283                                          | 1328                               | 1291-1295     | Sancho IV Odważny Maria de Molina                         | Jakub II Sprawiedliwy    |
| 15 |           | Blanka Andegaweńska             | 1280/1283                                     | 13 października 1310 Barcelona     | 1295-1310     | Karol II Andegaweński Maria Węgierska                     | Jakub II Sprawiedliwy    |
| 16 |           | Maria Cypryjska                 | lata 70. XIII wieku                           | 10 września 1322 Barcelona         | 1315-1322     | Hugo III Cypryjski Izabela z Ibelinu                      | Jakub II Sprawiedliwy    |
| 17 |           | Elisenda                        | ok. 1292                                      | 19 czerwca 1364                    | 1322-1327     | Pere I de Montcada                                        | Jakub II Sprawiedliwy    |
| 18 |           | Eleonora Kastylijska            | 1307                                          | 1359                               | 1329-1336     | Ferdynand IV Pozwany Konstancja Portugalska               | Alfons IV Łagodny        |
| 19 |           | Maria z Nawarry                 | 1329                                          | 29 kwietnia 1347                   | 1338-1347     | Filip III Joanna II z Nawarry                             | Piotr IV Aragoński       |
| 20 |           | Eleonora Portugalska            | 3 lutego 1328                                 | 29 października 1348 Exerica       | 1347-1348     | Alfons IV Beatrycze Kastylijska                           | Piotr IV Aragoński       |
| 21 |           | Eleonora Sycylijska             | 1325                                          | 1375 Lleida                        | 1349-1375     | Piotr II Sycylijski Elżbieta z Karyntii                   | Piotr IV Aragoński       |
| 22 |           | Sybilla z Fortià                |                                               | 24 listopada 1406 Barcelona        | 1377-1387     | Berenguer z Fortià Franciszka z Palau                     | Piotr IV Aragoński       |
| 23 |           | Jolanta de Bar                  | ok. 1365                                      | 3 lipca 1431 Barcelona             | 1387-1396     | Robert I Maria Francuska                                  | Jan I Myśliwy            |
| 24 |           | Maria de Luna                   | ok. 1358                                      | 20 grudnia 1406 Vila-real          | 1396-1406     | Lope de Luna Brianda de Got                               | Marcin I Ludzki          |
| 25 |           | Małgorzata de Prades            | 1387/1388                                     | 1429                               | 1409-1410     |                                                           | Marcin I Ludzki          |
| 26 |           | Eleonora z Alburquerque         | 1374 Aldeadávila de la Ribera                 | 16 grudnia 1435 Medina del Campo   | 1412-1416     | Sancho Alfonso Beatrycze Portugalska                      | Ferdynand I Sprawiedliwy |
| 27 |           | Maria Kastylijska               | 14 września 1401 Segowia                      | 7 września 1458 Walencja           | 1416-1458     | Henryk III Chorowity Katarzyna Lancaster                  | Alfons V Aragoński       |
| 28 |           | Joanna Enríquez                 | 1425 Torrelobatón                             | 13 lutego 1468 Tarragona           | 1458-1468     | Fadrique Enríquez de Mendoza Mariana Fernández de Córdoba | Jan II Aragoński         |
| 29 |           | Izabela I Katolicka             | 22 kwietnia 1451 Madrigal de las Altas Torres | 26 listopada 1504 Medina del Campo | 1479-1504     | Jan II Kastylijski Izabela Portugalska                    | Ferdynand Aragoński      |
| 30 |           | Germaine de Foix                | 1488                                          | 15 października 1536               | 1505-1516     | Jan de Foix Marie d’Orléans                               | Ferdynand Aragoński      |
| 31 |           | Joanna Szalona królowa panująca | 6 listopada 1479 Toledo                       | 12 kwietnia 1555 Tordesillas       | 1516-1555     | Ferdynand Aragoński Izabela I Katolicka                   | Filip I Piękny (do 1506) |

Dalsze królowe Aragonii zobacz: Hiszpańskie królowe.